# Taller in More Ways
A Taller In More Ways  az angol Sugababes lánycsapat negyedik stúdióalbuma, amelyet 2005. október 10-én jelentetett meg az Island Records. Az albumot elsősorban Dallas Austin Jony Rockstar, Cameron McVey, Xenomania, és Guy Sigsworh készítette, címét, második kislemeze, az Ugly egy sora ihlette.
Első kislemeze, a Push the Button a brit kislemezlista első helyén debütált, míg második kislemeze, az Ugly szintén kereskedelmi sikert aratott. A harmadik album, ami a második formációban, Keisha, Mutya és Heidi közreműködésével készült. Az alapító tag Mutya Buena 2005 decemberében elhagyta a csapatot, helyét Amelle Berrabah váltotta fel. Ennek eredményeként 2006 márciusában újra kiadták a lemezt, egy új borítóval, egy új dallal, a Now You're Gone-nal, és három újra felvett számmal, amelyek már Berrabah énekét tartalmazzák. Ezek: Gotta Be You, Follow Me Home, és Red Dress, a Red Dress és a Follow Me Home pedig az album harmadik és negyedik kislemeze lett. 
Megjelenésekor alapvetően pozitív kritikákat kapott, az UK Albums Chart első helyére került, a Brit Hanglemezgyártók Szövetségénél pedig kétszeres platina minősítést kapott, emellett Írországban, Svájcban, Hollandiában, és Ausztriában bejutott a legjobb tíz közé. Az albumot a Taller in More Ways Tour című turnéval népszerűsítette a csapat 2006-ban.

## Történet
A Hole in the Head a Sugababes harmadik stúdióalbuma, a Three (2003) első helyezett kislemeze, 2004 júliusában jelent meg az Egyesült Államokban. Ez idő alatt a Sugababes felfedte, hogy találkozni fognak egyesült államokbeli producerekkel, hogy negyedik stúdióalbumukon kezdhessenek dolgozni. 2004 augusztusában kiadták a Three negyedik, egyben utolsó kislemezét, a Caught in a Moment című számot, ezt követően megerősítették, hogy megkezdődtek a csapat negyedik stúdióalbumának felvételei, majd 2004 ősze és 2005  nyara között egy hosszabb szünetre vonultak, emiatt az album csak 2005 őszén jöhetett ki. Ezalatt a szünet alatt találgatások merültek fel a csapat jövőjével kapcsolatban, amely szerint megjelenik a legnagyobb slágerek albuma, és a csapat később feloszlik. Heidi Range azonban nemtetszését fejezte ki a spekulációval kapcsolatban, mondván, fogalma sincs honnan ered a pletyka.
Eredetileg az első kislemez az Obsession című feldolgozás lett volna, amelyet az együttes lecserélt az utolsó pillanatban a Push the Button-ra, ami nagyszerű döntésnek bizonyult, ugyanis a dal három hétig volt #1 az angol kislemezlistán.
A második kislemez, az Ugly megjelenése után, 2005 decemberében Mutya Buena bejelentette, hogy távozik a csapatból, miután ez év márciusában megszületett a kislánya, így Keisha-nak és Heidi-nek keresnie kellett egy új tagot. A választásuk Amelle Berrabah-ra esett, így 2006 márciusában újra kiadták a lemezt, egy új borítóval, amelyen már az új tag szerepelt, egy új dallal, a Now You’re Gone-nal, és három régit újra felvettek Amelle-lel. Ezek voltak a Red Dress, a Gotta Be You, és a Follow Me Home. Az első kislemez a Red Dress volt, amelyet követett a Follow Me Home. Sajnos a Gotta Be You nem látott napvilágot kislemezként.
Ami a producereket illeti, az együttes most először dolgozott Dallas Austinnal, akinek a nevéhez pedig öt dal fűzödik a lemezen. Az újrakiadáson pedig együtt dolgozhatott az együttes az angol JIANT formációval.

## Fogadtatás és siker
Valószínűleg a Push the Button óriási sikerének köszönhetően lett #1 az album is, amely az együttes eddig megjelent albumai közül az első volt, amelyik ilyen megtiszteltetésben részesült. A Push the Button-t követte a TOP3-as Ugly. A már az új taggal kiadott Red Dress #4 lett, úgy nézett ki, hogy a siker megállíthatatlan az albumot illetően. Negyedik kislemeznek jött a Follow Me Home, amely viszont nagyot bukott, hiszen #32 lett Angliában. Nemzetközileg is óriási siker lett a lemez, hiszen négy országban lett TOP10-es, és hét országban pedig TOP40-es.

## Dallista

### A 2005-ös eredeti kiadás
1. "Push the Button" (Keisha Buchanan, Mutya Buena, Heidi Range, Dallas Austin) – 3:38
2. "Gotta Be You" (Christopher "Tricky" Stewart, Penelope Magnet, Terius Nash) – 3:41
3. "Follow Me Home" (Keisha Buchanan, Mutya Buena, Heidi Range, Jony Lipsey, Karen Poole Jeremy Shaw) – 3:58
4. "Joy Division" (Keisha Buchanan, Mutya Buena, Heidi Range, Jony Lipsey, Cameron McVey) – 3:49
5. "Red Dress" (Keisha Buchanan, Mutya Buena, Heidi Range, Brian Higgins, Miranda Cooper, Tim Powell, Nick Coler, Shawn Lee, Lisa Cowling, Bob Bradley) – 3:36
6. "Ugly" (Dallas Austin) – 3:51
7. "It Ain't Easy" (Dallas Austin) – 3:05
8. "Bruised" (Keisha Buchanan, Mutya Buena, Heidi Range, Guy Sigsworth, Cathy Dennis) – 3:04
9. "Obsession" (Holly Knight, Michael Des Barres) – 3:53
10. "Ace Reject" (Keisha Buchanan, Mutya Buena, Heidi Range, Miranda Cooper, Brian Higgins, Tim Powell) – 4:15
11. "Better"  (Keisha Buchanan, Mutya Buena, Heidi Range, Peter Biker, Karsten Dahlgaard, Colin Thorpe) – 3:44
12. "2 Hearts" (Keisha Buchanan, Mutya Buena, Heidi Range, Jony Lipsey, Cameron McVey) – 4:55

### A 2006-os újrakiadás
1. "Push the Button" (Keisha Buchanan, Mutya Buena, Heidi Range, Dallas Austin) – 3:38
2. "Gotta Be You" (Amelle Mix) (Christopher "Tricky" Stewart, Penelope Magnet, Terius Nash) – 3:41
3. "Follow Me Home" (Amelle Mix) (Keisha Buchanan, Mutya Buena, Heidi Range, Jony Lipsey, Karen Poole Jeremy Shaw) – 3:58
4. "Joy Division" (Keisha Buchanan, Mutya Buena, Heidi Range, Jony Lipsey, Cameron McVey) – 3:49
5. "Red Dress" (Amelle Mix) (Keisha Buchanan, Mutya Buena, Heidi Range, Brian Higgins, Miranda Cooper, Tim Powell, Nick Coler, Shawn Lee, Lisa Cowling, Bob Bradley) – 3:36
6. "Ugly" (Dallas Austin) – 3:51
7. "It Ain't Easy" (Dallas Austin) – 3:05
8. "Bruised" (Keisha Buchanan, Mutya Buena, Heidi Range, Guy Sigsworth, Cathy Dennis) – 3:04
9. "Obsession" (Holly Knight, Michael Des Barres) – 3:53
10. "Ace Reject" (Keisha Buchanan, Mutya Buena, Heidi Range, Miranda Cooper, Brian Higgins, Tim Powell) – 4:15
11. "Better"(Keisha Buchanan, Mutya Buena, Heidi Range, Peter Biker, Karsten Dahlgaard, Colin Thorpe) – 3:44
12. "2 Hearts" (Keisha Buchanan, Mutya Buena, Heidi Range, Jony Lipsey, Cameron McVey) – 4:55
13. "Now You're Gone" (Amelle Berrabah, Keisha Buchanan, Heidi Range, Tim Hawes, Pete Kirtley, Niara Scarlett) – 3:55

## Kislemezek
| #  | Kislemez        | Megjelenés           |
| -- | --------------- | -------------------- |
| 1. | Push the Button | 2005. szeptember 26. |
| 2. | Ugly            | 2005. december 5.    |
| 3. | Red Dress       | 2006. március 6.     |
| 4. | Follow Me Home  | 2006. június 5.      |

## Ranglista
| Ország             | Helyezés | Minősítés  | Megjegyzés                         |
| ------------------ | -------- | ---------- | ---------------------------------- |
| Egyesült Királyság | 1        | 2x Platina |                                    |
| Ausztria           | 5        | Arany      | csak az első 3 kislemez jelent meg |
| Németország        | 11       | Arany      | csak az első 3 kislemez jelent meg |
| Svájc              | 6        | Arany      | csak az első 3 kislemez jelent meg |
| Svédország         | 23       |            | csak az első 2 kislemez jelent meg |
| Új-Zéland          | 16       |            | csak az első 3 kislemez jelent meg |
| Írország           | 7        | 3x Platina |                                    |
| Hollandia          | 10       |            | csak az első 3 kislemez jelent meg |
| Norvégia           | 30       |            | csak az első 2 kislemez jelent meg |
| Dánia              | 32       |            | csak az első 2 kislemez jelent meg |
| Belgium            | 36       |            | csak az első 3 kislemez jelent meg |
| Lengyelország      | 52       |            |                                    |